# Artur Taymazov
Artur Borisovich Taymazov (ossetiska: Таймазты Барисы фырт Артур; Tajmazty Barisy fyrt Artur), född den 20 juli 1979 i Vladikavkaz, Ryska SSR, Sovjetunionen, är en uzbekisk brottare som tog OS-silver i supertungviktsbrottning fristil 2000 i Sydney, OS-guld i samma viktklass 2004 i Aten och OS-guld igen 2008 i Peking.

## Tajmazovs OS-finaler

### Olympiska Sommarspelen i London 2012
Taymazov vann sin tredje olympiska guldmedalj under denna olympiad. I finalen vann han över Davit Modzmanasjvili från Georgien med 2-0.